# Polycope brevis
Polycope brevis is een mosselkreeftjessoort uit de familie van de Polycopidae. De wetenschappelijke naam van de soort is voor het eerst geldig gepubliceerd in 1908 door Müller.